# Dirk Coster (natuurkundige)
Dirk Coster (Amsterdam, 5 oktober 1889 – Groningen, 12 februari 1950) was een Nederlands hoogleraar natuurkunde en meteorologie aan de Rijksuniversiteit Groningen.

## Biografie
Coster was de zoon van de smid Barend Coster en van Aafje van der Mik. Hij studeerde van 1904 tot 1908 aan de rijkskweekschool te Haarlem voor onderwijzer, waarna hij tot medio 1913 aan diverse lagere scholen les gaf. Coster studeerde vanaf 1913 natuurkunde in Leiden, waar hij in 1916 het doctoraalexamen in de theoretische natuurkunde aflegde. Vervolgens was hij van 1916 tot 1920 assistent van L.H. Siertsema en W.J. de Haas aan de Technische Universiteit Delft, om er de experimentele natuurkunde te beoefenen. Intussen behaalde Coster in 1919 te Delft het diploma van elektrotechnisch ingenieur.
Coster ging voor enige tijd naar Kopenhagen waar hij samenwerkte met Niels Bohr. Binnen enkele maanden kwam een belangrijk gezamenlijk artikel tot stand over röntgenspectra en chemische elementen. In de tussentijd was Coster in juli 1922 in Leiden onder Paul Ehrenfest gepromoveerd op het proefschrift "Röntgenspectra en de atoomtheorie van Bohr". Daarnaast ontdekte hij in Kopenhagen in 1923, samen met de Hongaarse scheikundige George de Hevesy, element 72, waarvan het bestaan in de natuur nog niet was vastgesteld en dat chemisch nauw verwant is aan het element zirkonium. Het nieuw ontdekte element kreeg de naam hafnium, naar de Latijnse naam Hafniæ voor Kopenhagen.
Na zijn terugkeer uit Kopenhagen werd Coster, op voordracht van Lorentz, in 1923 aangesteld als conservator van het Teylers natuurkundig kabinet te Haarlem. In 1924 werd hij benoemd tot hoogleraar in de (experimentele) natuurkunde en meteorologie aan de Rijksuniversiteit Groningen, als opvolger van De Haas. Coster trad in Groningen 26 maal op als promotor.
In 1934 werd Coster benoemd tot lid van de afdeling natuurkunde van de Koninklijke Nederlandse Akademie van Wetenschappen (KNAW) te Amsterdam. In 1938 hielp hij de Duits-joodse fysicus Lise Meitner het Duitse naziregime te ontvluchten, door haar per trein naar Groningen te smokkelen.

## Erkenning
Tussen 1924 en 1933 werd Coster verschillende malen door in totaal 9 collega's genomineerd voor de Nobelprijs voor de Scheikunde.
In 2017 werd ir. Dirk Coster geselecteerd voor de Alumni Walk of Fame ter gelegenheid van het 175-jarig bestaan van de TU Delft. Coster kreeg dit eerbetoon voor zijn uitzonderlijke loopbaan, en meer in het bijzonder als medeontdekker van het chemische element hafnium.